# Ellery Eskelin
Ellery Eskelin est un saxophoniste ténor de jazz américain, né le 16 août 1959, à Wichita, dans le Kansas.
Dès l'âge de deux ans, il vit à Baltimore dans le Maryland. Ses parents Rodd Keith et Bobbie Lee était des musiciens.
Eskelin vit à New York depuis 1983. Il se produit en Europe, au Canada et aux États-Unis ; il enregistre de nombreux disques depuis la fin des années 1980. En 1994, il forme un groupe avec la claviériste Andrea Parkins et le batteur Jim Black. Le trio devient quartet pour certaines tournées et albums avec l'addition de la vocaliste Jessica Constable. En parallèle, il joue avec Joey Baron, Mark Helias, Gerry Hemingway, Marc Ribot, Han Bennink, et Daniel Humair.

## Discographie

### En tant que leader
- 1988: Setting the Standard (Cadence Jazz Records)
- 1990: Forms (Open Minds)
- 1991: Figure of Speech (Soul Note)
- 1992: Premonition (Prime Source Records)
- 1994: Jazz Trash (Songlines)
- 1996: Green Bermudas (Eremite Records)
- 1996: The Sun Died (Soul Note)
- 1996: One Great Day (HatHut Records)
- 1997: Kulak 29 & 30 (HatHut Records)
- 1998: Five Other Pieces (+2) (HatHut Records)
- 1998: Dissonant Characters (HatHut Records)
- 1999: Ramifications (HatHut Records)
- 1999: The Secret Museum (HatHut Records)
- 2000: Vanishing Point (HatHut Records)
- 2001: 12 (+1) Imaginary Views (HatHut Records)
- 2002: Arcanum Moderne (HatHut Records)
- 2004: Ten (HatHut Records)
- 2006: Quiet Music (Prime Source Records)
- 2008: Every So Often (Prime Source Records)
- 2009: One Great Night...Live (HatHut Records)
- 2011: Trio New York (Prime Source Records)

### En tant que sideman

#### Avec Joey Baron's Baron Down
- 1993: Tongue In Groove (Polygram)
- 1994: Raised Pleasure Dot (New World Records)
- 1998: Crackshot (Avant Japan)

#### Avec The Grassy Knoll
- 1998: III (Polygram)

#### Avec David Liebman
- 2005 Different but the same (hathut records)
- 2008 Renewal (hathut records)

#### Avec Eugene Chadbourne
- 1999: Beauty and the bloodsucker (Leo Records)
- 1999: Jimi (House Of Chadula)

#### Avec Rabih Abou-Khalil
- 2001: The Cactus Of Knowledge (Enja Records)

#### Avec Vincent Courtois et Sylvie Courvoisier
- 2008: As Soon As Possible (CAM Jazz)